# Quero (Hiszpania)
Quero – gmina w Hiszpanii, w prowincji Toledo, w Kastylii-La Mancha, o powierzchni 104,22 km². W 2011 roku gmina liczyła 1311 mieszkańców.